# محمدو دابو
محمدو دابو (انگلیسی: Mouhamadou Dabo؛ زادهٔ ۲۸ نوامبر ۱۹۸۶) بازیکن فوتبال اهل فرانسه است.
از باشگاه‌هایی که در آن بازی کرده‌است می‌توان به باشگاه فوتبال سویا، باشگاه فوتبال المپیک لیون، باشگاه فوتبال تروا، و باشگاه فوتبال سن-اتین اشاره کرد.
وی همچنین در تیم ملی فوتبال زیر ۲۱ سال فرانسه بازی کرده‌است.